# Estván Béla
Estván Béla (angolul: Bela Estvan, eredeti neve Peter Heinrich, tehát nem is magyar, hanem osztrák származású volt, az Egyesült Államokban változtatta meg nevét, magyar szabadságharcos menekültként nagyobb népszerűségre számított) (Bécs, 1827. július 12. – 1872 után) osztrák katonatiszt, magyar honvédtiszt, aki az amerikai polgárháborúban 1–2 évig a déliek oldalán harcolt. Valójában szerencselovag, kalandor.

## Élete
Radetzky alatt harcolt az osztrák seregben Itáliában, az 1848/49-es szabadságharcban lovassági ezredes volt, a világosi fegyverletétel után emigrált Amerikába, majd a krimi háborúban az oroszok oldalán harcolt Szevasztopolnál, a krimi háború után visszament  Amerikába. Az egyik déli államba, Virginiába került, ezen állam fővárosában, Richmondban megnősült, s ott élt feleségével és sógornőjével, felesége és sógornője művelt nők voltak, francia nyelv tanításából tartották fenn magukat. Estván Béla saját vallomása szerint szomszédainak nyomására lépett be az amerikai polgárháborúba a déliek oldalán, lovassági ezredes lett Wise kormányzó brigádjában, itt ismerkedett meg Charles Frederick Henningsen kalandos életű zsoldos katonával és fegyverkereskedővel, Henningsen is déli nőt vett feleségül, családi okok miatt ő is a déliek oldalán harcolta végig a polgárháborút.
Estván Béla fegyverkereskedelemmel is foglalkozott a Froehlich&Estvan cég keretein belül, üzlettársa azonban rájött arra, hogy Estván saját érdekében saját zsebére dolgozott, s így Froehlich önállósította magát, hogy megtarthassa megrendeléseit. Ahogy Vasváry írta, Estván talpa alatt forró lett a talaj. Estván Washingtonba ment a déliek egyenruhájában, s azt híresztelte, hogy ott hagyta a délieket, mert eszméjükkel, a rabszolgaság intézményének fenntartásával nem értett egyet. Washingtonban ünnepelték benne azt a katonatisztet, aki szembeszállt a déliek nézeteivel. Híre ment annak, hogy még tán Abraham Lincoln elnöknek is bemutatták. Estván Béla Washingtonból Angliába ment, kötetet adott ki angol és német nyelven a déliek háborújáról, a kötet több kiadásban is megjelent Angliában és Amerikában is, sokat idézett mű lett belőle, olvasmányos munka, még akkor is ha a benne leírt főleg önéletrajzi vonatkozású részletek meseszerűek. Sokáig hihető volt, amit Estván Béla saját magáról írt benne, Vida István Kornél kutatásai hozták nyilvánosságra, hogy Estván Béla önéletrajzát más források alig támasztják alá.
Estván európai útja után is visszatért az amerikai kontinensre, I. Miksa mexikói császár szolgálatába szegődött, New Yorkban nyitott irodákat, s csinált propagandát, hogy minél több amerikai rokonszenvét megnyerje Miksa mexikói császár irányába, ekkor is elsősorban a saját zsebére dolgozott, egyre több pénzt követelt a császártól, amely gyanússá tette működését, s a császár megvonta tőle a pénzügyi támogatást. Miksa császár 1867-es kivégzése után Estván Béla Londonba, Szentpétervárra, Berlinbe, Párizsba, végül 1872-ben Bécsbe ment, majd I. Ferenc József császártól kérte annak az összegnek (mintegy 80 ezer dollár) a megadását, amellyel állítólag Miksa császár tartozott Estván Bélának, ezen a módon talán valamennyi pénzt ki is zsarolt, de a bécsi titkos szolgálat hamar fényt derített a tényekre, s 1872 április 6-án hat évi börtönbüntetésre ítélték.
Estván Béla személye azért fontos, mert eddigi ismereteink, Pivány Jenő, Kende Géza, Vasváry Ödön, Vida István Kornél nyomán az amerikai polgárháborúban mindössze 10-12 főnyi magyar emigráns harcolt a déliek oldalán elsősorban családi kötődések miatt, s közöttük csak egy tiszt volt, Estván Béla. Több mint száz év múltán kiderülni látszik, hogy Estván Béla osztrák származású kalandor volt.

## Kötete
- War pictures from the South.[2] New York; D. Appleton and Company, 1863. 352 p.